# بلدة أوكلاند تشارتر (ميشيغان)
أوكلاند تشارتر (بالإنجليزية: Oakland Charter Township, Michigan)‏ هي بلدة تقع بولاية ميشيغان في الولايات المتحدة. تبلغ مساحتها 95.2 (كم²)، وترتفع عن سطح البحر 286 م، بلغ عدد سكانها 16779 نسمة في عام تعداد الولايات المتحدة 2010 حسب إحصاء مكتب تعداد الولايات المتحدة .

## وصلات خارجية
- - The US50 - Cities and Towns in Michigan State
- Michigan Cities and Towns, Facts, Map, Flag, Colleges, Government, and More